# Pałac Przewodniczącego Reichstagu
Pałac Przewodniczącego Reichstagu (niem. Reichstagspräsidentenpalais) – niemiecki budynek rządowy (federalny) zlokalizowany w centrum Berlina (Mitte), nad Sprewą (promenada Reichstagsufer), przy Friedrich-Ebert-Platz, naprzeciw Reichstagu, wtórnie w obrębie kompleksu Jakob-Kaiser-Haus.

## Historia

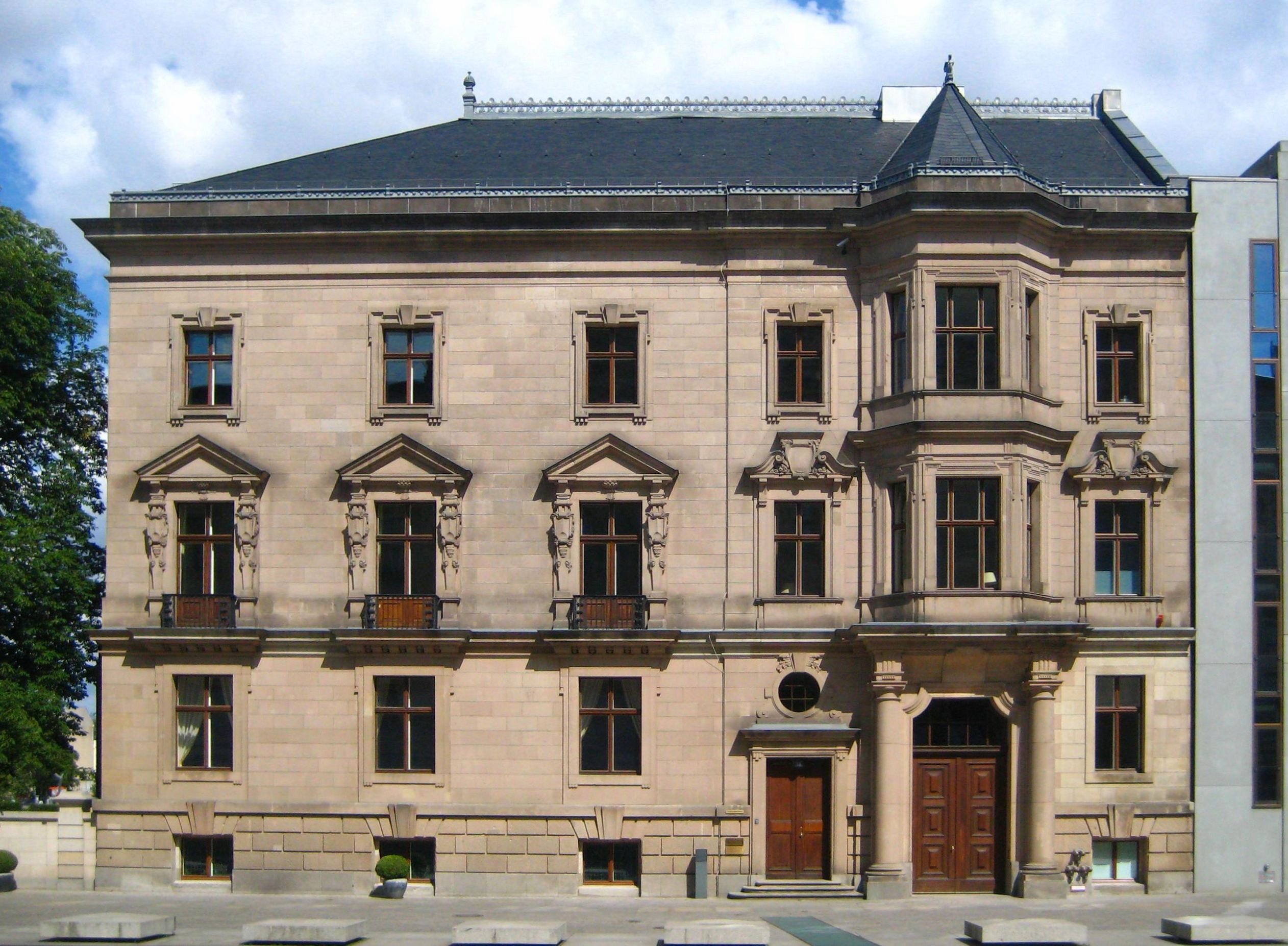
Elewacja zachodnia

Obiekt stylowo nawiązuje do sąsiedniego Reichstagu i powstał w tym samym czasie (1897-1904). Autorem projektu był Paul Wallot. W okresie powstawania Rzeszy Niemieckiej (po 1871) początkowo nie planowano budowy osobnego pałacu dla przewodniczącego Reichstagu. Miał on mieszkać na koszt państwa w Reichstagu, jednak projektując ten gmach nie starczyło miejsca na takie mieszkanie i postanowiono wznieść osobny budynek. W efekcie uzyskano gmach mieszczący mieszkanie przewodniczącego, jego biura, jak i mieszkania dla służby, w tym kasztelana. W 1899 do projektu dołączono tzw. salę cesarza, na tyłach, poświęconą Wilhelmowi I. Fasadę reprezentacyjną zaplanowano od północy i Sprewy. Obiekt oddano do użytku 10 stycznia 1904. Oficjalne otwarcie odbyło się 3 lutego 1904, a dokonał go przewodniczący Reichstagu, Franz von Ballestrem. Na bankiecie obecny był m.in. cesarz Wilhelm II.
Pałac wpisano do rejestru zabytków w 1994. Podczas budowy Jakob-Kaiser-Haus (do 2002) gmach włączono w ten kompleks. Odtworzono fasadę, ale nie naruszano podziałów wewnętrznych. Przebudowę zaplanował architekt z Kolonii, Thomas van den Valentyn.

## Funkcja
Budynek mieści obecnie siedziby Niemieckiego Towarzystwa Parlamentarnego oraz Stowarzyszenia byłych Posłów do Niemieckiego Bundestagu i Parlamentu Europejskiego. Jest miejscem eleganckich spotkań parlamentarzystów z gośćmi. Dysponuje pokojami klubowymi i jadalniami na pierwszym piętrze (piano nobile), gdzie prowadzą reprezentacyjne schody z marmuru. Loggia jest miejscem niewielkich, uroczystych spotkań.